# Deutscher Sportclub Arminia Bielefeld 2009-2010
Questa voce raccoglie le informazioni riguardanti il Deutscher Sportclub Arminia Bielefeld nelle competizioni ufficiali della stagione 2009-2010.

## Stagione
Nella stagione 2009-2010 l'Arminia Bielefeld, allenato da Frank Eulberg, concluse il campionato di 2. Bundesliga al 7º posto. In Coppa di Germania l'Arminia Bielefeld fu eliminato al secondo turno dall'Eintracht Treviri.

## Rosa
| N. |                        | Ruolo | Calciatore      |
| -- | ---------------------- | ----- | --------------- |
| 22 | Germania (bandiera)    | P     | Dennis Eilhoff  |
| 1  | Sudafrica (bandiera)   | P     | Rowen Fernández |
| 21 | Germania (bandiera)    | P     | Niklas Hartmann |
| 33 | Germania (bandiera)    | P     | Patrick Platins |
| 32 | Germania (bandiera)    | D     | Marcel Appiah   |
| 3  | Germania (bandiera)    | D     | Markus Bollmann |
| 27 | Germania (bandiera)    | D     | Arne Feick      |
| 6  | Germania (bandiera)    | D     | Nils Fischer    |
| 31 | Rep. Ceca (bandiera)   | D     | Radim Kučera    |
| 20 | Paesi Bassi (bandiera) | D     | Michael Lamey   |
| 16 | Croazia (bandiera)     | D     | Andre Mijatović |
| 17 | Germania (bandiera)    | D     | Maik Rodenberg  |
| 2  | Germania (bandiera)    | D     | Markus Schuler  |
| 11 | Togo (bandiera)        | D     | Assimiou Touré  |
| 19 | Germania (bandiera)    | C     | Michael Delura  |

| N. |                                 | Ruolo | Calciatore          |
| -- | ------------------------------- | ----- | ------------------- |
| 8  | Italia (bandiera)               | C     | Giovanni Federico   |
| 24 | Germania (bandiera)             | C     | Daniel Halfar       |
| 15 | Bosnia ed Erzegovina (bandiera) | C     | Zlatko Janjić       |
| 14 | Danimarca (bandiera)            | C     | Jonas Kamper        |
| 5  | Germania (bandiera)             | C     | Rüdiger Kauf        |
| 30 | Scozia (bandiera)               | C     | Kevin Kerr          |
| 13 | Germania (bandiera)             | C     | Oliver Kirch        |
| 7  | Danimarca (bandiera)            | C     | Kasper Risgård      |
| 18 | Kosovo (bandiera)               | A     | Besart Berisha      |
| 9  | Rep. Ceca (bandiera)            | A     | Pavel Fořt          |
| 29 | Costa d'Avorio (bandiera)       | A     | Franck Guela        |
| 10 | Zambia (bandiera)               | A     | Christopher Katongo |
| 28 | Austria (bandiera)              | A     | Dominik Rotter      |
| 25 | Venezuela (bandiera)            | A     | Christian Santos    |
| 23 | Germania (bandiera)             | A     | Thilo Versick       |

## Organigramma societario
Area tecnica
- Allenatore: Frank Eulberg
- Allenatore in seconda: Jörg Böhme
- Preparatore dei portieri: Thomas Schlieck
- Preparatori atletici:

## Risultati

### 2. Bundesliga

#### Girone di andata
| Arbitro: | Fritz |

|                                               |           |           |
| Katongo 29’ Federico 40’ Mijatović 59’ (rig.) | Marcatori | 50’ Bülow |

| Arbitro: | Hartmann |

|                         |           |                         |
| Kuqi 80’, 86’ Lense 84’ | Marcatori | 60’ Federico 73’ Janjić |

| Arbitro: | Grudzinski |

|             |           |                      |
| Katongo 57’ | Marcatori | 53’ Thurk 74’ Traoré |

| Arbitro: | Zwayer |

|                        |           |                                        |
| Mokhtari 43’ Nöthe 49’ | Marcatori | 56’, 58’ Fořt 80’ Katongo 87’ Federico |

| Arbitro: | Schriever |

|                          |           |  |
| Federico 68’ Katongo 79’ | Marcatori |  |

| Arbitro: | Gagelmann |

|  |           |                             |
|  | Marcatori | 35’ Kirch 65’, 69’ Federico |

| Arbitro: | Leicher |

|             |           |  |
| Federico 3’ | Marcatori |  |

| Arbitro: | Brych |

|  |           |          |
|  | Marcatori | 43’ Fořt |

| Arbitro: | Stark |

|            |           |  |
| Janjić 33’ | Marcatori |  |

| Arbitro: | Meyer |

|  |           |                            |
|  | Marcatori | 33’ Mijatović 78’ Federico |

| Arbitro: | Wingenbach |

|                          |           |  |
| Federico 31’ Katongo 68’ | Marcatori |  |

| Francoforte sul Meno 7 novembre 2009, ore 13:00 CET 12ª giornata | FSV Francoforte | 0 – 0 referto | Arminia Bielefeld | Frankfurter Volksbank Stadion (4 134 spett.)\| Arbitro: \| Siebert \| |
| Arbitro:                                                         | Siebert         |               |                   |                                                                       |

| Arbitro: | Kempter |

|  |           |            |
|  | Marcatori | 82’ Pappas |

| Arbitro: | Sippel |

|         |           |  |
| Sam 73’ | Marcatori |  |

| Arbitro: | Schalk |

|                                               |           |                      |
| Harnik 16’ Jovanović 22’ Langeneke 80’ (rig.) | Marcatori | 49’ Fořt 62’ Risgård |

| Arbitro: | Schmidt |

|            |           |           |
| Kučera 57’ | Marcatori | 76’ Peitz |

| Oberhausen 20 dicembre 2009, ore 13:30 CET 17ª giornata | RW Oberhausen | 0 – 0 referto | Arminia Bielefeld | Niederrheinstadion (4 629 spett.)\| Arbitro: \| Weiner \| |
| Arbitro:                                                | Weiner        |               |                   |                                                           |

#### Girone di ritorno
| Arbitro: | Stark |

|              |           |           |
| Schröder 90’ | Marcatori | 79’ Kirch |

| Arbitro: | Welz |

|                                    |           |                        |
| Fořt 23’, 90’ Kirch 32’ Delura 60’ | Marcatori | 84’ Lense 90’ Hartmann |

| Arbitro: | Drees |

|                              |           |              |
| Thurk 25’, 48’ Torghelle 90’ | Marcatori | 53’ Federico |

| Arbitro: | Fritz |

|                    |           |             |
| Fořt 58’ Guela 71’ | Marcatori | 13’ Allagui |

| Arbitro: | Winkmann |

|  |           |              |
|  | Marcatori | 62’ Federico |

| Arbitro: | Rafati |

|               |           |                            |
| Mijatović 57’ | Marcatori | 9’ Baljak 79’ (aut.) Feick |

| Arbitro: | Schmidt |

|  |           |              |
|  | Marcatori | 33’ Federico |

| Arbitro: | Perl |

|  |           |           |
|  | Marcatori | 17’ Krebs |

| Arbitro: | Willenborg |

|               |           |          |
| Auer 10’, 44’ | Marcatori | 39’ Fořt |

| Arbitro: | Gagelmann |

|                                   |           |  |
| Katongo 26’ Feick 71’ Risgård 85’ | Marcatori |  |

| Arbitro: | Stieler |

|                                     |           |             |
| Angelov 27’ Jula 36’ Rivić 77’, 81’ | Marcatori | 31’ Risgård |

| Arbitro: | Bandurski |

|                    |           |               |
| Lamey 59’ Fořt 63’ | Marcatori | 57’ Klitzpera |

| Arbitro: | Dingert |

|                                |           |                     |
| Mlapa 21’ Aigner 57’ Rakić 90’ | Marcatori | 45’ (aut.) Rukavina |

| Arbitro: | Weiner |

|                    |           |                   |
| Katongo 43’ (rig.) | Marcatori | 48’ Sam 86’ Lakić |

| Arbitro: | Leicher |

|          |           |               |
| Fořt 65’ | Marcatori | 15’ Heidinger |

| Arbitro: | Meyer |

|                               |           |  |
| Brunnemann 16’, 58’ Dogan 90’ | Marcatori |  |

| Arbitro: | Willenborg |

|                         |           |                 |
| Kirch 51’ Mijatović 56’ | Marcatori | 31’ (rig.) Kaya |

### Coppa di Germania
| Arbitro: | Dingert |

|  |           |                                     |
|  | Marcatori | 33’ Halfar 45’ Katongo 52’ Federico |

| Arbitro: | Bandurski |

|                                           |           |                 |
| Senesie 61’, 75’ (rig.), 120’ Risser 110’ | Marcatori | 46’, 49’ Janjić |

## Statistiche

### Statistiche di squadra
| Competizione      | Punti | In casa | In casa | In casa | In casa | In casa | In casa | In trasferta | In trasferta | In trasferta | In trasferta | In trasferta | In trasferta | Totale | Totale | Totale | Totale | Totale | Totale | DR |
| Competizione      | Punti | G       | V       | N       | P       | Gf      | Gs      | G            | V            | N            | P            | Gf           | Gs           | G      | V      | N      | P      | Gf     | Gs     | DR |
| ----------------- | ----- | ------- | ------- | ------- | ------- | ------- | ------- | ------------ | ------------ | ------------ | ------------ | ------------ | ------------ | ------ | ------ | ------ | ------ | ------ | ------ | -- |
| 2. Bundesliga     | 53    | 17      | 10      | 2       | 5       | 27      | 16      | 17           | 6            | 3            | 8            | 21           | 25           | 34     | 16     | 5      | 13     | 48     | 41     | +7 |
| Coppa di Germania | -     | 0       | 0       | 0       | 0       | 0       | 0       | 2            | 1            | 0            | 1            | 5            | 4            | 2      | 1      | 0      | 1      | 5      | 4      | +1 |
| Totale            | -     | 17      | 10      | 2       | 5       | 27      | 16      | 19           | 7            | 3            | 9            | 26           | 29           | 36     | 17     | 5      | 14     | 53     | 45     | +8 |

### Andamento in campionato
| Giornata  | 1  | 2  | 3  | 4  | 5  | 6 | 7 | 8 | 9 | 10 | 11 | 12 | 13 | 14 | 15 | 16 | 17 | 18 | 19 | 20 | 21 | 22 | 23 | 24 | 25 | 26 | 27 | 28 | 29 | 30 | 31 | 32 | 33 | 34 |
| --------- | -- | -- | -- | -- | -- | - | - | - | - | -- | -- | -- | -- | -- | -- | -- | -- | -- | -- | -- | -- | -- | -- | -- | -- | -- | -- | -- | -- | -- | -- | -- | -- | -- |
| Luogo     | C  | T  | C  | T  | C  | T | C | T | C | T  | C  | T  | C  | T  | T  | C  | T  | T  | C  | T  | C  | T  | C  | T  | C  | T  | C  | T  | C  | T  | C  | C  | T  | C  |
| Risultato | V  | P  | P  | V  | V  | V | V | V | V | V  | V  | N  | P  | P  | P  | N  | N  | N  | V  | P  | V  | V  | P  | V  | P  | P  | V  | P  | V  | P  | P  | N  | P  | V  |
| Posizione | 18 | 18 | 18 | 16 | 13 | 9 | 5 | 5 | 3 | 3  | 3  | 3  | 3  | 3  | 6  | 5  | 6  | 7  | 6  | 6  | 6  | 5  | 6  | 5  | 6  | 6  | 5  | 6  | 6  | 6  | 6  | 6  | 7  | 7  |

Legenda:

Luogo: C = Casa; T = Trasferta. Risultato: V = Vittoria; N = Pareggio; P = Sconfitta.

### Statistiche dei giocatori
| Giocatore    | 2. Bundesliga | 2. Bundesliga | 2. Bundesliga | 2. Bundesliga | Coppa di Germania | Coppa di Germania | Coppa di Germania | Coppa di Germania | Totale   | Totale | Totale      | Totale     |
| Giocatore    | Presenze      | Reti          | Ammonizioni   | Espulsioni    | Presenze          | Reti              | Ammonizioni       | Espulsioni        | Presenze | Reti   | Ammonizioni | Espulsioni |
| ------------ | ------------- | ------------- | ------------- | ------------- | ----------------- | ----------------- | ----------------- | ----------------- | -------- | ------ | ----------- | ---------- |
| D. Eilhoff   | 32            | 0             | 2             | 0             | 1                 | 0                 | 0                 | 0                 | 33       | 0      | 2           | 0          |
| R. Fernández | 1             | 0             | 0             | 0             | 1                 | 0                 | 0                 | 0                 | 2        | 0      | 0           | 0          |
| N. Hartmann  | 1             | 0             | 0             | 0             | -                 | -                 | -                 | -                 | 1        | 0      | 0           | 0          |
| P. Platins   | 1             | 0             | 0             | 0             | -                 | -                 | -                 | -                 | 1        | 0      | 0           | 0          |
| M. Appiah    | 2             | 0             | 0             | 0             | -                 | -                 | -                 | -                 | 2        | 0      | 0           | 0          |
| M. Bollmann  | 22            | 0             | 8             | 0             | 2                 | 0                 | 1                 | 0                 | 24       | 0      | 9           | 0          |
| A. Feick     | 27            | 1             | 3             | 0             | 2                 | 0                 | 0                 | 0                 | 29       | 1      | 3           | 0          |
| N. Fischer   | 15            | 0             | 3             | 0             | 2                 | 0                 | 0                 | 0                 | 17       | 0      | 3           | 0          |
| R. Kučera    | 18            | 1             | 1             | 0             | -                 | -                 | -                 | -                 | 18       | 1      | 1           | 0          |
| M. Lamey     | 26            | 1             | 7             | 1             | 2                 | 0                 | 0                 | 0                 | 28       | 1      | 7           | 1          |
| A. Mijatović | 31            | 4             | 5             | 0             | 1                 | 0                 | 0                 | 0                 | 32       | 4      | 5           | 0          |
| M. Rodenberg | -             | -             | -             | -             | -                 | -                 | -                 | -                 | -        | -      | -           | -          |
| M. Schuler   | 11            | 0             | 3             | 0             | 2                 | 0                 | 1                 | 0                 | 13       | 0      | 4           | 0          |
| A. Touré     | 1             | 0             | 0             | 0             | -                 | -                 | -                 | -                 | 1        | 0      | 0           | 0          |
| M. Delura    | 16            | 1             | 1             | 0             | 1                 | 0                 | 0                 | 0                 | 17       | 1      | 1           | 0          |
| G. Federico  | 33            | 12            | 2             | 0             | 2                 | 1                 | 0                 | 0                 | 35       | 13     | 2           | 0          |
| D. Halfar    | 29            | 0             | 2             | 0             | 2                 | 1                 | 0                 | 0                 | 31       | 1      | 2           | 0          |
| Z. Janjić    | 29            | 2             | 2             | 0             | 2                 | 2                 | 0                 | 0                 | 31       | 4      | 2           | 0          |
| J. Kamper    | 6             | 0             | 1             | 0             | 1                 | 0                 | 0                 | 0                 | 7        | 0      | 1           | 0          |
| R. Kauf      | 31            | 0             | 6             | 0             | 1                 | 0                 | 0                 | 0                 | 32       | 0      | 6           | 0          |
| K. Kerr      | 6             | 0             | 0             | 0             | -                 | -                 | -                 | -                 | 6        | 0      | 0           | 0          |
| O. Kirch     | 20            | 4             | 1             | 0             | 1                 | 0                 | 0                 | 0                 | 21       | 4      | 1           | 0          |
| K. Risgård   | 24            | 3             | 1             | 0             | 1                 | 0                 | 0                 | 0                 | 25       | 3      | 1           | 0          |
| B. Berisha   | 10            | 0             | 2             | 0             | 1                 | 0                 | 0                 | 0                 | 11       | 0      | 2           | 0          |
| P. Fořt      | 27            | 10            | 4             | 1             | 1                 | 0                 | 0                 | 0                 | 28       | 10     | 4           | 1          |
| F. Guela     | 18            | 1             | 1             | 0             | -                 | -                 | -                 | -                 | 18       | 1      | 1           | 0          |
| C. Katongo   | 28            | 7             | 5             | 1             | 1                 | 1                 | 0                 | 0                 | 29       | 8      | 5           | 1          |
| D. Rotter    | 4             | 0             | 0             | 0             | -                 | -                 | -                 | -                 | 4        | 0      | 0           | 0          |
| C. Santos    | -             | -             | -             | -             | -                 | -                 | -                 | -                 | -        | -      | -           | -          |
| T. Versick   | -             | -             | -             | -             | -                 | -                 | -                 | -                 | -        | -      | -           | -          |
| N. Herzig    | -             | -             | -             | -             | 1                 | 0                 | 0                 | 0                 | 1        | 0      | 0           | 0          |